# Provincia del Napo
La provincia del Napo  è una delle ventiquattro province dell'Ecuador, ha una popolazione di 103 697 abitanti (dato del 2010), il capoluogo è la città di Tena.
Il nome deriva dal Rio Napo, fiume principale della provincia che raccoglie numerosi affluenti e che, a sua volta, è affluente del Rio delle Amazzoni.

## Geografia fisica
La provincia è situata nel Oriente, la parte del paese compresa nel bacino del Rio delle Amazzoni. 
Confina a nord con la provincia di Sucumbíos, ad est con quella di Orellana, a sud con la provincia di Pastaza e ad ovest con quelle di Pichincha, Cotopaxi e Tungurahua.

## Cantoni
La provincia del Napo comprende cinque cantoni:
| # | Cantone                     | Capoluogo                   |
| - | --------------------------- | --------------------------- |
| 1 | Archidona                   | Archidona                   |
| 2 | Carlos Julio Arosemena Tola | Carlos Julio Arosemena Tola |
| 3 | El Chaco                    | El Chaco                    |
| 4 | Quijos                      | Baeza                       |
| 5 | Tena                        | Tena                        |